# Martina Hellmann
Pour les articles homonymes, voir Hellmann.
Martina Hellmann, née Opitz le 12 décembre 1960 à Leipzig, est une ancienne athlète allemande, lanceuse de disque, qui concourait pour la République démocratique allemande. Elle a été championne olympique en 1988 à Séoul et double championne du monde.
Martina Hellmann était déjà à seize ans une lanceuse de disque très douée. En 1977, elle prononçait le serment d'ouverture aux spartakiades de la jeunesse. La même année avec un jet à 55,00 m, elle établissait la meilleure performance mondiale pour une athlète de seize ans. Sa carrière fut souvent interrompue par des blessures ou des maladies jusqu'à ce qu'en 1983, elle remporta le titre de championne du monde. Elle ne participa pas aux jeux de Los Angeles à la suite du boycott de la République démocratique allemande.
Le 6 septembre 1988, elle atteint avec 78.14 m la meilleure marque jamais atteinte par une lanceuse de disque. Ce fut lors d'une compétition d'entrainement à Berlin, c'est pourquoi ce lancer n'a pas pu être considéré comme un record du monde.
Après les Jeux olympiques d'été de 1992 où elle fut éliminée en qualification, elle arrêta la compétition.

## Palmarès

### Jeux olympiques
- Jeux olympiques de 1988 à Séoul ( Corée du Sud) 
  -  Médaille d'or au lancer du disque
- Jeux olympiques de 1992 à Barcelone ( Espagne) 
  - éliminée en qualifications au lancer du disque

### Championnats du monde d'athlétisme
- Championnats du monde d'athlétisme de 1983 à Helsinki ( Finlande)
  -  Médaille d'or au lancer du disque
- Championnats du monde d'athlétisme de 1987 à Rome ( Italie)
  -  Médaille d'or au lancer du disque

### Championnats d'Europe d'athlétisme
- Championnats d'Europe d'athlétisme de 1986 à Stuttgart ( Allemagne de l'Ouest)
  -  Médaille de bronze au lancer du disque
- Championnats d'Europe d'athlétisme de 1990 à Split ( Yougoslavie)
  -  Médaille de bronze au lancer du disque